# (439) Огайо
(439) Огайо (англ. Ohio) — астероид главного пояса, который принадлежит к спектральному классу X. Он был открыт 13 октября 1898 года американским астрономом Эдвином Коддингтоном в Ликской обсерватории с использованием 12-дюймового рефрактора и назван в честь американского штата Огайо и реки Огайо. Вероятно, это связано с тем, что первооткрыватель астероида Э. Ф. Коддингтон родился в штате Огайо и окончил Университет штата Огайо.

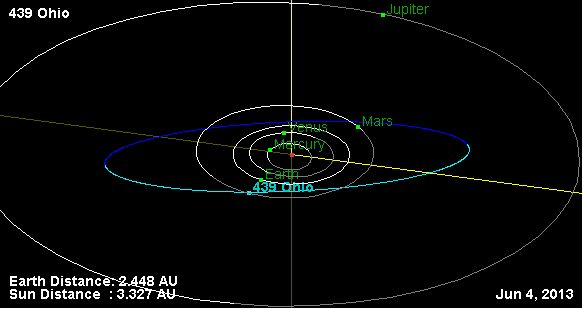
Орбита астероида Огайо и его положение в Солнечной системе

29 июля 2009 года произошло покрытие астероидом относительно яркой звезды TYC 1215-01131-1 9,8 m, которая была полностью скрыта на несколько секунд.

## История открытия
По предложению Саймона Ньюкома Э. Ф. Коддингтон выполнял работу по изучению астероидов, открытых ранее Джеймсом Уотсоном. Для этого использовались эфемериды, вычисленные на основании данных, приведённых в журнале Berliner Astronomisches Jahrbuch. Соответствующие области фотографировались с выдержкой не менее одного часа с помощью 6-дюймовых линз Уилларда. На получившихся негативах можно было определить положение астероидов по линиям, соответствующим их движению. После этого соответствующие области наблюдались через 12-дюймовый телескоп. В результате этих исследований Коддингтоном были заново обнаружены почти все астероиды Уотсона, а также попутно открыты два новых астероида — (439) Огайо и (440) Феодора.